# Relationsanarki
Relationsanarki, eller relationsaktivism, båda förkortade RA, är ett begrepp och en social praktik utifrån synsättet att relationer mellan två eller flera människor inte behöver styras av några förutbestämda regler eller normer, utan i stället kan utvecklas som en överenskommelse mellan de inblandade. Utövare kallar sig för relationsanarker eller relationsanarkister.
Relationsanarkister gör ingen principiell skillnad på vänskapsrelationer och kärleksrelationer och har därför flera parallella relationer som kan vara både vänskapliga, sensuella och sexuella. Inom relationsanarki används ibland termen obegränsande relationer. Utövarna frånsäger sig formella relationsformer och låter istället den individuella relationen utvecklas på sina egna villkor Begrepp som pojkvän/flickvän undviks i en relationsanarkistisk relation, eftersom de anses kopplade till normativa förhållanden.
Relationsanarkister delar oftast inte upp relationer i partners och icke-partners, utan har en mer flytande syn på relationer där allt är tillåtet så länge deltagarna kan acceptera överenskommelsen. En konsekvens av det är att relationsanarkister kan ha flera sexuella, kärleksfulla eller intima relationer, vilket gör att RA ofta ses som närbesläktad med polyamori.
En obegränsad relation är enligt relationsanarkisterna inte samma sak som ett öppet förhållande. Ett öppet förhållande är när två eller flera personer är ihop, men har en överenskommelse om att det är okej att ha sex, vara intim och eventuellt vara kär i andra. Eftersom relationsanarkister inte gör någon kvalitativ skillnad på olika typer av relationer är de oftast inte ihop med någon i konventionell mening, även om de till exempel kan ha en långvarig kärleksrelation. Det betyder att det inte finns något förhållande som kan vara "öppet". Samtidigt finns det även en kritik mot det normativa inom de konventioner och normer som lätt tillskrivs termen relationsanarki. Förutsatt att parterna acceptera överenskommelsen så kan det även finnas personligt konstruerade och egna relationsriktlinjer som de inblandade kommit överens om inom en konstellation med valfritt antal parter. Relationsarnarkister kan t.ex. även vara normkritiska mot en stel polygaminorm eller valfri partnerantalsnorm och hänvisa till det fria valet utan toppstyrning från varken huvudkulturell eller subkulturell norm. 
Relationsanarker är inte nödvändigtvis en del av den anarkistiska rörelsen, men använder termen anarki för att beteckna att sättet att förhålla sig till relationer är inspirerat av anarkistiska idéer och metoder kring kollektiv och individ. Relationsanarki kan också ses som en samhällskritik och ett uppror mot etablerade relationsformer. Anarkistiska perspektiv används också ofta för att problematisera trohet och exklusivitet inom relationer.
Relationsanarki är starkt influerad av queerteori på så sätt att den motsätter sig idén om den heterosexuella monogama tvåsamheten som grundläggande enhet i samhället. Samtliga sociala strukturer som begränsar individernas frihet till att forma sina relationer är föremål för den relationsanarkiska kritiken.
I Sverige har konceptet relationsanarki främst företrätts av Andie Nordgren och Leo Nordwall.